# تفجيرات زاهدان 2010
تفجيرات زاهدان يوليو 2010 كانتا تفجيرين انتحاريين وقعا في 15 يوليو، 2010 واستهدفا المتعبدين الشيعة المجتمعين في المسجد الجامع في زاهدان، إيران، خلال الاحتفال بمولد الإمام الحسين وأخيه العباس، ما أسفر عن مقتل 27 شخصا و169 جريحا ومن ضمن هؤلاء كان هناك أعضاء في الحرس الثوري الإيراني. وافقت التفجيرات الاحتفالات بمناسبة إسلامية. أعلنت جماعة جند الله مسئوليتها عن التفجيرات، وقالت أنها انتقامًا لإعدام قائدها على يد الحكومة الإيرانية.